# Comovirinae
Sous-famille
Genres de rang inférieur
- Comovirus
- Fabavirus
- Nepovirus

Les Comovirinae sont une sous-famille de virus de la famille des Secoviridae, qui comprend 3 genres et 62 espèces acceptées par l'ICTV.
Ce sont des virus à ARN simple brin à polarité positive classés dans le groupe IV de la classification Baltimore. 

## Structure
Les virions sont des particules non enveloppées, de 28 à 30 nm de diamètre, ont une capside icosaédrique de type T=pseudo3. Les ARN génomiques sont encapsidés séparément dans deux types de particules de taille similaire.

## Génome
Le génome, bipartite, est composé de deux segments d'ARN à simple brin linéaire, ARN1 et ARN2, de 6 à 8 kb et 4 à 7 kb respectivement.
Chaque segment génomique a une protéine VPg liée l'extrémité 5' et une queue poly(A) à l'extrémité 3'.

## Liste des genres
Selon NCBI (5 février 2021) :
- genre Comovirus
- genre Fabavirus
- genre Nepovirus

### Référence biologique
- (en) NCBI : Comovirinae (taxons inclus) (consulté le 5 février 2021)
- (en) WoRMS : Comovirinae (+ liste genres + liste espèces) (consulté le 5 février 2021)
- (en) ICTV : Comovirinae  (consulté le 5 février 2021)